# یاکوولف یاک-۲۵
یاکوولف یاک-۲۵ (نام گزارش شده ناتو فلش‌لایت-ای/مندریک) یک هواپیمای بال جمع‌شو، شناسایی و رهگیر با موتور توربوجت بود که توسط یاکولف ساخته شد و توسط اتحاد جماهیر شوروی استفاده می‌شد.

## کاربران
اتحاد جماهیر شوروی
- نیروی هوایی شوروی
- دفاع ضدهوایی شوروی

## مشخصات (یاک-۲۵)
داده‌ها از Soviet Air Defence Aviation 1945–1991.
ویژگی‌های عمومی
- خدمه: دو، خلبان و اپراتور رهگیری رادار[۲]
- طول: ۱۵٫۶۶۵ متر (۵۱ فوت ۴٫۸۷ اینچ)
- پهنای بال: ۱۰٫۹۶۴ متر (۳۵ فوت ۱۱٫۶۵۶۲۵ اینچ)
- مساحت بال‌ها: ۲۸٫۹۵ متر مربع (۳۱۱٫۶۲ فوت مربع)
- وزن خالی: ۶٬۲۱۰ کیلوگرم (۱۳٬۶۹۰ پوند) [۳]
- وزن ناخالص: ۹٬۲۲۰ کیلوگرم (۲۰٬۳۲۶ پوند) [۳]
- پیشرانه: ۲ عدد  Mikulin AM-5 (RD-5A) موتور توربوجت, ۱۹٫۶ کیلونیوتن (۴٬۴۱۰ پوند-نیرو) thrust  در هر موتور

عملکرد
- حداکثر سرعت: ۱٬۰۹۰ کیلومتر بر ساعت (۶۷۷ مایل بر ساعت، ۵۸۸ گره)
- بُرد: ۲٬۷۰۰ کیلومتر (۱٬۶۷۷ مایل، ۱٬۴۵۷ مایل دریایی)
- حداکثر ارتفاع: ۱۲٬۰۰۰ متر (۳۹٬۳۷۰ فوت)
- نرخ صعود: ۴۴ متر بر ثانیه (۸٬۶۶۰ فوت بر دقیقه)

تسلیحات

طرح سه نمای جنگنده یاک-۲۵.

- ۲ قبضه توپ نودلمان ان ال-۳۷ (۳۷ میلی‌متری) با ۵۰ گلوله در هر توپ

### کتابشناسی - فهرست کتب
- Forster, Dave; Gibson, Chris (2015). Listening In: Electronic Intelligence Gathering Since 1945. Manchester: Hikoki Publications. ISBN 978-1-902109-38-1.
- Gordon, Yefim; Rybak, Boris (May 1993). "Yakovlev's Tactical Twins". Air International. Vol. 44, no. 5. pp. 243–249. ISSN 0306-5634.
- Gordon, Yefim (2002). Yakovlev Yak-25/26/27/28: Yakovlev's Tactical Twinjets. Hinckley, UK: Midland Publishing. ISBN 978-1-85780-125-5.
- Gordon, Yefim; Komissarov, Dmitry (2012). Soviet Air Defence Aviation, 1945–1991. Manchester: Hikoki Publications. ISBN 978-1-902109-25-1.
- Gunston, Bill; Gordon, Yefim (1997). Yakovlev Aircraft since 1924. London: Putnam Aeronautical Books. ISBN 978-0-85177-872-3.